# 兰维尔
兰维尔（法語：Rainville，法語發音：[ʁɛ̃vil] ⓘ）是法国大東部大區孚日省的一个市镇，属于讷沙托区。

## 地理
兰维尔（48°21'28"N, 5°53'4"E）面积8.61 平方千米，位于法国大東部大區孚日省，该省份为法国东北部内陆省份，北起默兹省和默尔特-摩泽尔省，西接上马恩省，南至上索恩省和贝尔福地区省，东临上莱茵省和下莱茵省。
与兰维尔接壤的市镇（或旧市镇、城区）包括：阿乌兹、巴莱维尔、弗赖讷河畔多马坦、马孔库尔、普勒沃赞、勒莫维尔、圣保罗、松库尔、维什雷。

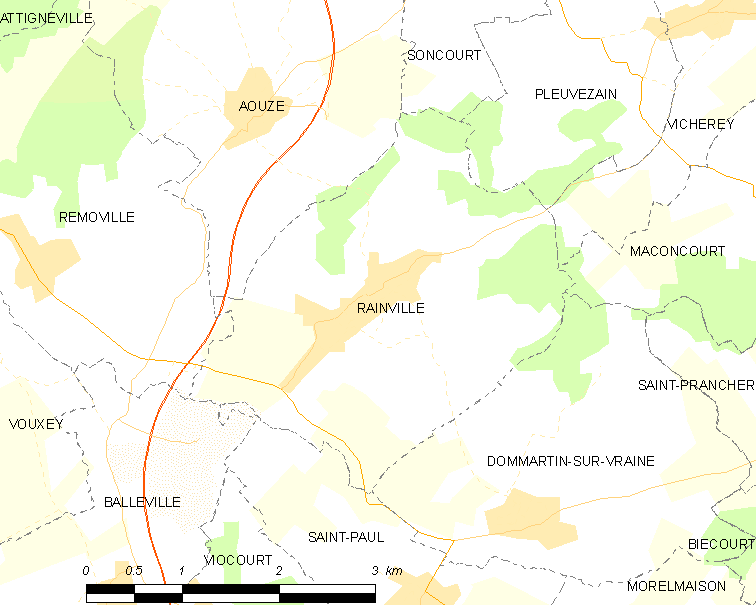
兰维尔的OSM定位图

兰维尔的时区为UTC+01:00、UTC+02:00（夏令时）。

## 行政
兰维尔的邮政编码为88170，INSEE市镇编码为88366。

## 政治
兰维尔所属的省级选区为米尔库尔县。

## 人口

1962-2008年间兰维尔人口变化图示

兰维尔于2022年1月1日时的人口数量为274人。